# Abantos
Abantos är ett 1 754 meter högt berg i Sierra de Guadarrama i Spanien. Större delen av berget ligger i San Lorenzo de El Escorial i Ávila, Kastilien och León. Berget skyddas eftersom det är en del av naturreservatet Paraje Pintoresco del Pinar de Abantos y Zona de La Herrería.

## Historik
Under 1500-talet valde kung Filip II av Spanien en plats på Abantos södra sluttning som säte för klostret El Escorial och under 1700-talet grundades staden San Lorenzo de El Escorial som idag har drygt 17 000 invånare.
På bergets norra sida finns monumentet Valle de los Caídos.
Den 21 augusti 1999 startade en skogsbrand på bergets östra sida och över 450 hektar tallskog förstördes, det förstörda området har sedan dess åter börjat beväxas av tallträd.
Flera etapper av Vuelta a España har passerat Abantos och berget har varit slutetapp för loppet vid flera tillfällen.